# Бейдуллаев, Али Хазрат Гули оглы
Али Хазрат Гули оглы Бейдуллаев (азерб. Əli Həzrətqulu oğlu Beydullayev; 1892, Биджо, Бакинская губерния — 1955, там же) — бригадир колхоза имени Азизбекова Ахсуинского района Азербайджанской ССР. Герой Социалистического Труда (1948).

## Биография
Родился в 1892 году в селе Биджов Шемахинского уезда Бакинской губернии (ныне Биджо в Ахсуйском районе Азербайджана).
Начал трудовую деятельность в 1932 году в колхозе имени Азизбекова Ахсуинского района, позже бригадир в том же колхозе.
В 1947 году показал высокие трудовые результаты, получив урожай пшеницы 31,25 центнера с гектара на площади 17 гектаров.
Указом Президиума Верховного Совета СССР от 10 марта 1948 года за получение высоких урожаев пшеницы Бейдуллаеву Али Хазрат Гули оглы присвоено звание Героя Социалистического Труда с вручением ордена Ленина и золотой медали «Серп и Молот».
Скончался 30 мая 1955 года в родном селе.